# Фортуна (Северная Дакота)
Фортуна (англ. Fortuna) — небольшой город в штате Северная Дакота (США), расположен в округе Дивайд. По состоянию на 2013 год, численность населения составляла 22 человека.

## История
Город был основан в 1913 году вместе со строительством железнодорожной ветки. Назван в честь древнеримской богини удачи, так как переселенцы рассчитывали на проветание города в связи с развитием железной дороги.

## Географическое положение
Расположен в 35 км западнее столицы округа Дивайд, города Кросби. Климат семиаридный, с теплым летом и холодной зимой.

## Население
Расовый состав согласно оценкам Бюро переписи населения США на 2010 год:
- белые — 91,0 %
- латиноамериканцы − 4,5 %
- две и более национальности — 4,5 %.

Гендерный состав 54,5 % мужчин и 46,5 % женщин. Средний возраст населения составляет 50,5 года.

## Экономика
Наибольшая занятость населения округа в отраслях здравоохранения, сфере услуг и утилизации отходов.

## Полиция
За порядок и безопасность жителей города отвечает Офис шерифа округа Дивайд.